# Open Source Virtual Reality
Open Source Virtual Reality (OSVR) — проект по производству наголовного дисплея виртуальной реальности, который является устройством с открытым аппаратным обеспечением и использует программное обеспечение с открытым исходным кодом.
По состоянию на октябрь 2016 проект не выпустил схем под свободной лицензией, однако для покупки доступны несколько вариантов набора для разработчиков.

## Информация о проекте
Первичными спонсорами проекта являются компании Razer Inc. и Sensics.
OSVR состоит из двух основных и независимых частей: устройства с открытым исходными схемами и чертежами и программного обеспечения с открытым исходным кодом.
Выпуск первых устройств, Hacker Development Kit, был изначально запланирован на июль 2015 года. Среди партнеров проекта присутствуют разработчики игр из Ubisoft и производители аппаратного обеспечения Vuzix.
Программное обеспечение с открытым исходным кодом позволяет разработчикам виртуальной реальности обнаруживать, конфигурировать и управлять устройствами виртуальной реальности в широком диапазоне операционных систем. Это ПО предоставляется в рамках лицензии Apache 2.0.